# Pandzsakent
Pendzsikent, Panjakent (tádzsik nyelven: Панҷакент; orosz nyelven: Пенджикент) város Tádzsikisztán Szogd tartományában, a Zaravsán folyó mellett. A 2000. évi népszámláláskor 33 000 lakosa volt. Pendzsikent egykor ősi város volt Szogdiana-ban. Az óváros romjai a modern város külterületén találhatók. Szarazmtól délre, a Tugay folyó ártérén fontos madárrezervátum területe található.

## Fekvése
Pendzsikent egy körülbelül öt kilométer széles síkságon fekszik, a Zaravsán folyó völgyében, közel 60 km-re Szamarkand városától.

## Földrajza
Éghajlata meleg, nyári mediterrán kontinentális (Köppen klímaosztály Dsa ). Az átlagos éves hőmérséklet 10,7 °C. A legmelegebb hónap július, átlagos hőmérséklete 22,8 °C, a leghidegebb január pedig az átlagos hőmérséklet -1,6 °C. Az átlagos csapadékmennyiség 468,5 mm, és egy évben átlagosan 87,9 nap csapadékos. A legnedvesebb hónap április, átlagosan 94 mm csapadékkal, és a legszárazabb hónap augusztus, amikor átlagosan 2,6 mm a csapadék.

## Története
Pendzsikent az ókorban egy kicsi, de virágzó szogd kereskedelmi város volt a selyemút közelében, az iszlám előtti Közép-Ázsiában, Panchekanth néven, melynek jelentése „öt perzsa város” (falu). A „Sogd / Soghdian” vagy „Sughd / Sughdian” etnikai és területi elnevezést már az iráni Akhaemenida-dinasztia ideje alatt (ie 6. század) említették. Az akhaimenek számos városállamot, valamint városokat alapítottak a Zaravsán-völgyben, az ősi selyemút mentén.
Pendzsikentet a régészek mint Közép-Ázsia Pompeiét emlegetik. A várost 722-ben az arabok gyújtották fel és mint Pompeiben, itt is az utolsó élő pillanat konzerválódott. Számos freskót, és gyönyörű fából faragott tárgyakat találtak, többek között például egy hatalmas oltárt is. A valaha itt élt szogd nép művészete a görög, indiai és perzsa kultúrákból való kevert elemeket tartalmazott. 
A város utolsó uralkodója, Devastics Zaravsánba menekült, de elfogták és halálra ítélték.  Pendzsikent körülbelül 50 évig még fennállt, de a 8. század vége felé a felső teraszokra épült várost a lakói elhagyták, majd mai helyén, a Zaravsán folyó bal partján épült fel újból. 

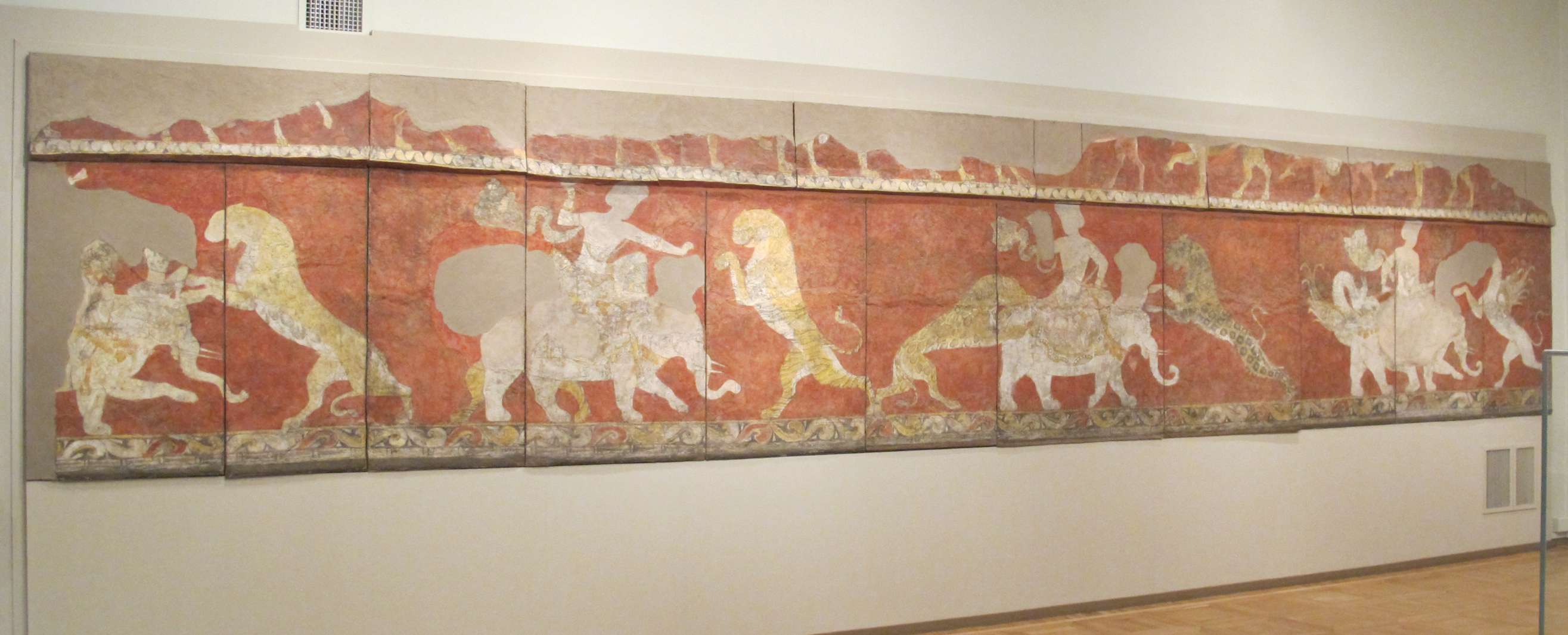
Freskórészlet az ősi Pendzsikentből

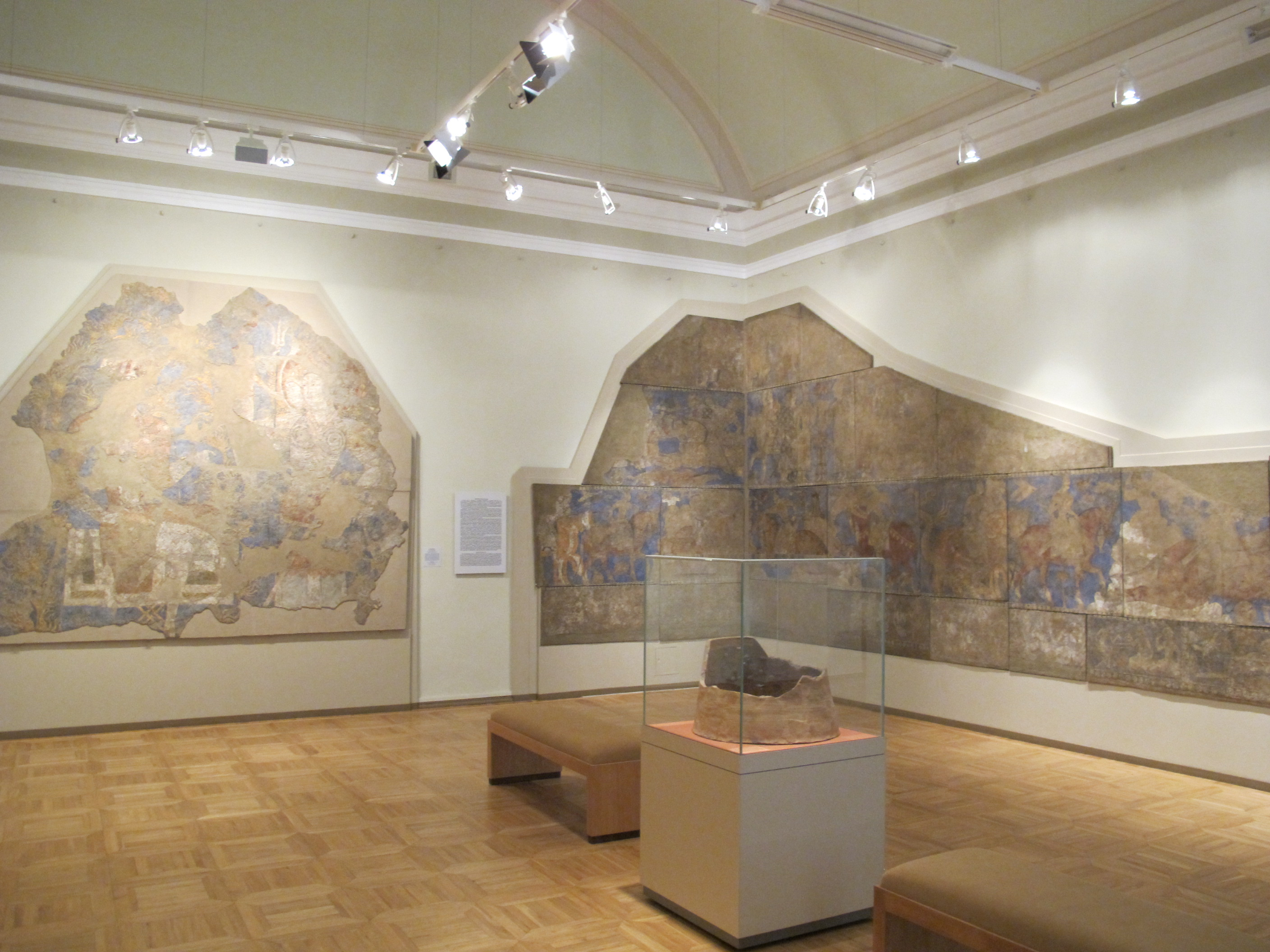
A múzeum épülete a freskókkal

Pendzsikent és a közelben található Szarazm régészeti lelőhelyei emlékeztetnek a környék egykori történelmi jelentőségére és korábbi gazdagságára. Pendzsikent egyúttal kapunak is tekinthető Tádzsikisztán és Üzbegisztán között, népességének 70%-a etnikailag üzbég. A városnak van egy nyüzsgő bazárja és egy 18. századból fennmaradt medresze is. Azonban a régi város ősi romjai közül is sok, különösen a városi építészet és a műalkotások máig fennmaradtak. Az ősi elhagyott óváros egy dombtetőn helyezkedik el a várostól keletre.

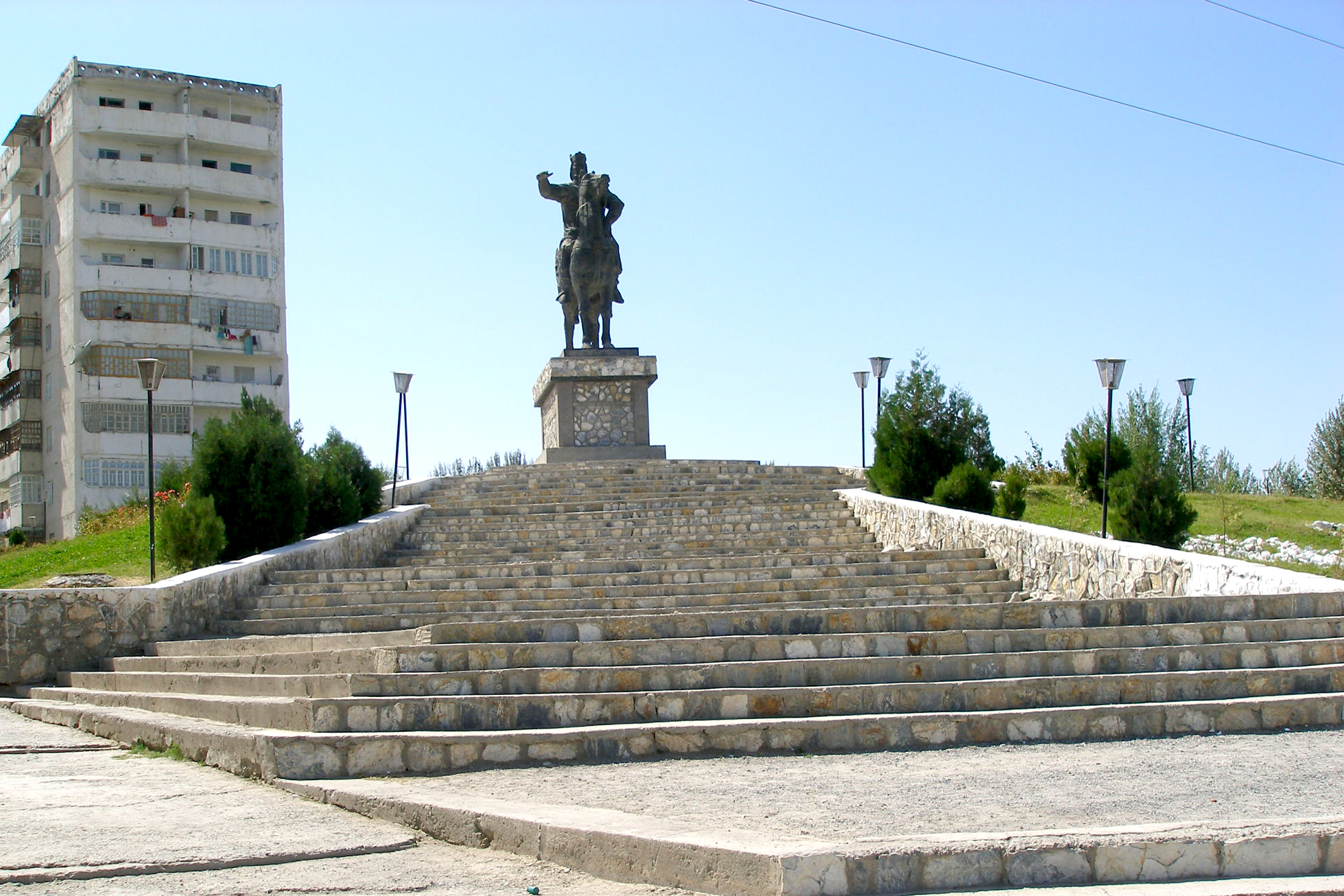
Devastics szogd fejedelem szobra a városban

Az arab geográfusok szerint Pendzsikentben a 10. században már állt egy mecset, amely megkülönböztette a várost a falu helyétől. Szogdia legkeletibb városa volt.
A mai Pendzsikent egy tipikus szovjet város széles utcákkal, polgári épületekkel és Devastics szobrával. A város ott áll, ahol a völgy kiszélesedik, szőlőültetvényekkel, mezőkel és gyümölcsösökkel körülvéve.
A városnak ma egyeteme és kórháza is van, és számos regionális közigazgatási hatóság székhelye. A szomszédos Üzbegisztánnal a függetlenségig szoros gazdasági kapcsolatai voltak, amelyek a határok lezárása után megszakadtak.

## Nevezetességek

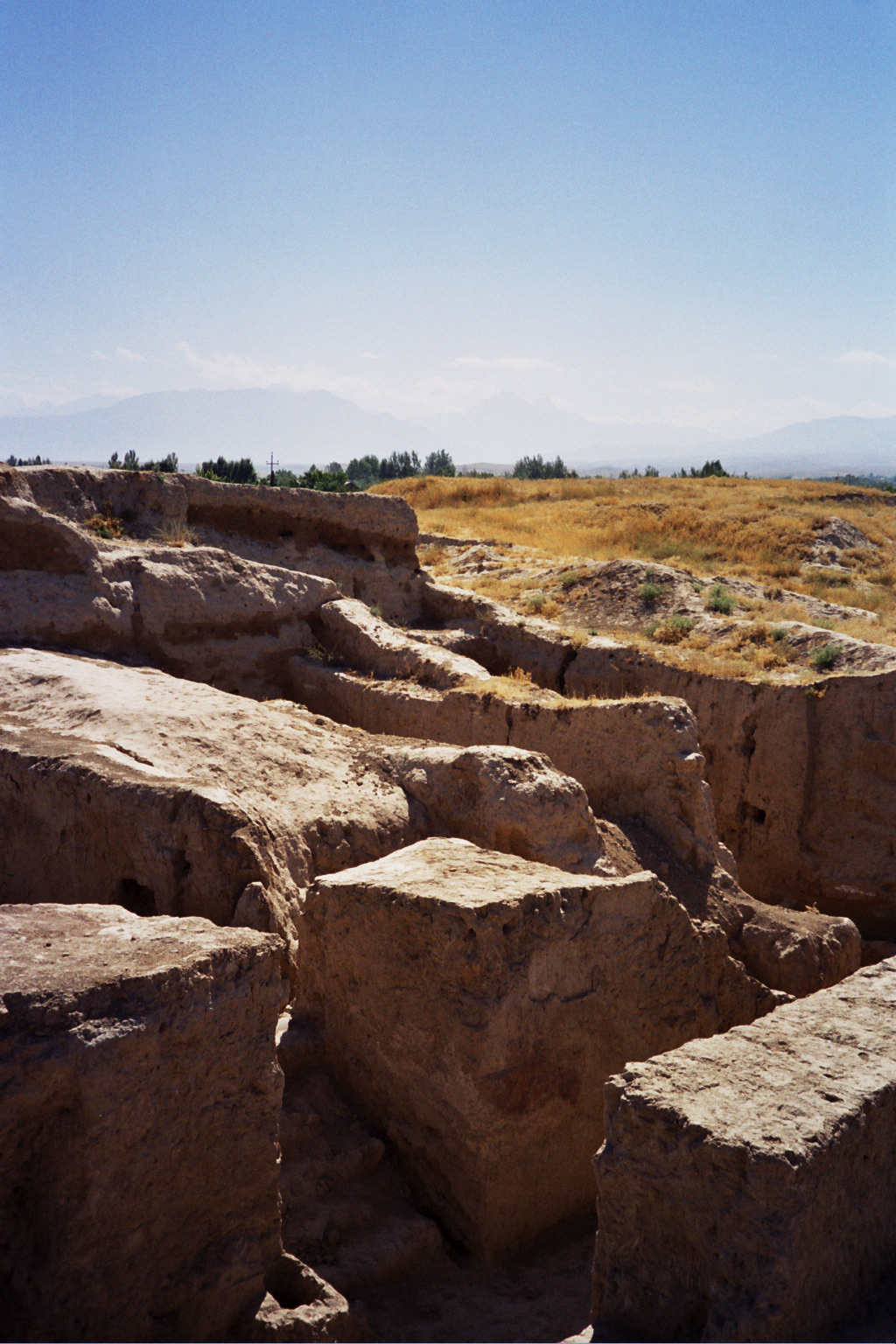
Az ősi Pendzsikent romjai

Rudaki múzeum: A központban található múzeumban régészeti leletek találhatók a régi Sogd Pendzsikent városból és a Szarazm ásatási helyéről. Néhány szoba emellett a régió történetéről ad ismertetőt valamint a Serafschantal őshonos vadvilágáról szól. Egy másik szobát Rudaki perzsa költő életének és munkájának szenteltek.
A modern város mellett egy 1947 óta feltárt szogd város romjai és egy Tádzsikisztánban fontos régészeti lelőhely találhatók. A területük körülbelül 19 hektár volt, ebből kb. egyharmadát tárták fel. Az óváros elsősorban a 7. és 8. században virágzott, amikor a selyemút mellett feküdt, és egy szugdiai hercegség fővárosa volt. Az ország arab hódításakor megsemmisült, miután  Devastics szogd fejedelem 722-es lázadása kudarcot vallott. Ezt követően a várost csak rövid ideig lakták.
Az egykori várost nyolc méter vastag fal veszi körül. Mellette feküdt a fellegvár, ahol a helyi uralkodók éltek. A falakon kívül volt egy külváros és a nekropolisz. A lakóváros két-három emeletes házkomplexumokból állt.
Az ásatási hely jó védelmi feltételekkel rendelkezik. Sok fatárgy (bútor, szobor) továbbra is figyelemre méltó állapotban van. A hely sajátossága azonban a felső osztályok házaiban és a város templomaiban található falfestmények. Ebből származik a "Pompeii Tajikistan" név.
A lakóváros szívében két templom található, amelyek mindegyike egy széles udvar által körülvett peronon áll. Az épületeket gazdagon festették. Az itt imádott istenségek nevei ismeretlenek. A felső osztály házainak központja egy nagy terem volt, amelyet nagyrészt festményekkel illusztráltak, melyek többnyire epikákat mutatnak be. A terem díszes fa oszlopokkal és díszes falakkal, díszített mennyezettel volt vorítva.
A festmények buddhista, zoroasztriai és manichaistikus hatásokat fednek fel, keleti és nyugati stíluselemek keverékével, amelyek gyakran képviselik a jó gonosz elleni küzdelmét. Ma nagyrészt a szentpétervári Ermitázsban és a fővárosban, Dusanbeben az Ókori Múzeumban vannak.

## Pendzsikent környéke
- Szárazm: A várostól 15 km-re nyugatra található Szarasm ásatási helye. Itt 1976-ban maradtak egy történelem előtti település maradványai, Kr. e. 3. vagy 2. évezredben.  A település körülbelül 130 hektár nagyságú, sárházakból állt. Iszakov régész vezette ásatások során számos szerszámot, kést, tengelyt és súlyt találtak. Ezeknek a daraboknak az indiai, afganisztáni és iráni származása rámutat a volt lakosság meglévő kereskedelmi kapcsolataira. A legfigyelemreméltóbb lelet a "Sarasm hercegnő", amelyben a lasurita sírgyöngyei és különféle ékszerek feküdtek. Ma ezek a leletek Dusanbe Ókori Múzeumában találhatók.
- Hét tó: A legenda szerint a hét gyönyörű paraszt lány elbűvölésével létrehozott hét tó (Marguzorszkije Ozera) a Šingtal-völgyben helyezkednek el, 1598 és 2400 m között a tengerszint felett. Nevük: Midžgon, Szója, Chuš'er, Nofin, Churdak, Marguzor és Hazorčašma.

## Itt születtek, itt éltek
- Borisz Iljics Marsak orosz régész, a szogd romvárosok feltárója. - itt hunyt el a településen.